# جاك دريشر
جاك دريشر (بالإنجليزية: Jack Drescher)‏ هو طبيب نفسي أمريكي، ولد في 1951.